# COVID-19 в Швейцарии
Первый случай заражения COVID-19 в Швейцарии был зафиксирован 25 февраля 2020 года. 70-летний мужчина в кантоне Тичино, граничащем с Италией, дал положительный результат на SARS-CoV-2. Человек ранее посетил Милан. Впоследствии, несколько случаев, связанных с кластерами Италии, были обнаружены в нескольких кантонах, включая Базель-Штадт, Цюрих и Граубюнден. Впоследствии также были подтверждены многочисленные единичные случаи, не связанные с Италией.
28 февраля Федеральный совет запретил все мероприятия с участием более 1000 человек. 16 марта школы и большинство магазинов были закрыты по всей стране, а 20 марта все собрания более пяти человек в общественных местах были запрещены. Кроме того, правительство постепенно ввело ограничения на пересечение границ и объявило меры экономической поддержки на сумму 40 миллиардов швейцарских франков.

## Общие сведения
12 января 2020 года Всемирная организация здравоохранения (ВОЗ) подтвердила, что новый коронавирус стал причиной респираторного заболевания в группе людей в городе Ухань (провинция Хубэй, Китай), о котором ВОЗ узнала 31 декабря 2019 года.
Летальность от COVID-19 намного ниже, чем у SARS, пандемия которого произошла в 2003 году, однако заразность нового заболевания намного выше, что приводит к повышенной смертности.

## Хронология

### Февраль 2020
25 февраля 2020 года Швейцария подтвердила первый случай заболевания COVID-19, 70-летний мужчина в кантоне Тичино, граничащем с Италией, который ранее посещал Милан, дал положительный результат на SARS-CoV-2.
27 февраля 28-летний ИТ-специалист из Женевы, который недавно вернулся из Милана, дал положительный результат и был принят в Университетскую больницу Женевы. 55-летний итальянец, работавший в международной компании, также дал положительный результат в Женеве. Двое итальянских детей, которые находились в отпуске в Граубюнден, дали положительный результат и были госпитализированы.
26-летний мужчина в Аргау, который уехал в командировку на прошлой неделе и остался в Вероне, дал положительный результат и был госпитализирован. 30-летняя женщина, посетившая Милан, была госпитализирована в Цюрих. 49-летний мужчина, живущий во Франции и работающий в Во, также получил положительный результат.
Молодая женщина, путешествовавшая в Милан, получила положительный результат в Базель-Штадт. Она работала в детском саду в Риэне, и после того, как ее тест был подтвержден, дети в детском саду были помещены в двухнедельный карантин. 28 февраля ее партнер, 23-летний мужчина, также показал положительный результат в Базель-Ланде.

### Март 2020
3 марта Цюрихский университет объявил о шести подтверждённых случаях коронавируса в Институте математики. По состоянию на 5 марта в Цюрихском университете зарегистрировано 10 подтвержденных случаев заболевания, по крайней мере 7 в институте математики и 1 в Центре стоматологической медицины.
5 марта Университетская больница Лозанны объявила, что 74-летняя пациентка с коронавирусом скончалась. Пациентка была госпитализирована 3 марта и страдала хроническим заболеванием.
11 марта 54-летний мужчина умер от COVID-19 в больнице Брудерхольц в кантоне Базель-Ланд. Это четвёртый смертельный случай в Швейцарии. Он присоединился к религиозному событию в Мюлузе, Франция до заражения вирусом и страдал от пневмонии.

## Действия правительства

Официальный плакат с разъяснением правил гигиены и правильной реакции на симптомы (версия от 5 марта 2020 года).

27 февраля Граубюнден отменил марафон Энгадин.
28 февраля Федеральный совет запретил проведение мероприятий с участием более 1000 человек в целях сдерживания распространения инфекции.
Многочисленные мероприятия, такие как карнавалы и ярмарки, были либо отложены, либо отменены. Женевский автосалон, Baselworld, Бернский карнавал и карнавал Базеля были отменены University of Bern replaced all face-to-face lectures with more than 250 attendees with online lectures..
6 марта 2020 года Федеральный совет объявил об «изменившейся стратегии» с упором на защиту наиболее уязвимых лиц, то есть пожилых людей и лиц в зоне риска.
13 марта 2020 года Федеральный совет принял решение отменить занятия во всех учебных заведениях до 4 апреля 2020 года и запретил все мероприятия (государственные или частные) с участием более 100 человек. Он также решил частично закрыть границы и ввёл пограничный контроль. Кантон Во принял более решительные меры, запретив все публичные и частные собрания с участием более 50 человек и закрыв свои учебные заведения до 30 апреля.
16 марта 2020 года Федеральный совет объявил дальнейшие меры и пересмотренный указ. Меры включают закрытие баров, магазинов и других мест сбора до 19 апреля, но оставляют открытыми некоторые заведения первой необходимости, такие как продуктовые магазины, аптеки, общественный транспорт с ограниченным доступом и почтовые отделения.
Правительство объявило выделении на спасение экономики 42 млрд. швейцарских франков. Эти деньги пойдут на выплату потерянной заработной платы, краткосрочные кредиты для предприятий, отсрочки платежей правительству и поддержку организаций культуры и спорта.
20 марта правительство объявило, что никакого карантина не будет, но все мероприятия или встречи с участием более 5 человек были запрещены. Экономическая деятельность будет продолжаться, включая строительство.
Эти меры были продлены до 26 апреля 2020 года.
16 апреля 2020 года Швейцария объявила, что страна ослабит ограничения в три этапа, постепенно. Первый шаг начнется 27 апреля для тех, кто работает в тесном контакте с другими, но не в большом количестве. Хирурги, стоматологи, работники дневного ухода, парикмахеры, массажные и косметические салоны могут быть открыты с применением процедур безопасности. Также можно открыть магазины DIY, садовые центры, флористы и продуктовые магазины, где продаются и другие товары. Второй этап начнется 11 мая, при условии, что первый этап будет выполнен без проблем, и в это время будут открыты другие магазины и школы. Третий этап начнется 8 июня с ослабления ограничений на профессионально-технические училища, университеты, музеи, зоопарки и библиотеки.

## Статистика
Как и в большинстве стран, число людей, действительно инфицированных COVID-19 в Швейцарии, вероятно, будет намного выше, чем число подтверждённых случаев, тем более, что с 6 марта 2020 года швейцарское правительство проводит официальную политику не проверять людей только с лёгкими симптомами.
Фактор роста определяется как «сегодняшние новые случаи»/«новые случаи в предыдущий день». Это показатель эволюции эпидемии.

Количество случаев заражения (синий) и количество смертей (красный) в логарифмической шкале.

Швейцария - одна из немногих стран, ежедневно публикующая статистику летальности по возрастным группам

## Внешние ссылки
- Coronavirus COVID-19 Global Cases and historical data by Johns Hopkins University
- Corona Data – interactive historic map of cases in Switzerland
- Worldwide Coronavirus Map, confirmed Cases – map the route paths of coronavirus confirmed cases
- Swiss CoronaMapper Архивная копия от 3 марта 2020 на Wayback Machine – map with several updated statistics
- Worldometer, COVID-19 coronavirus pandemic – Confirmed Cases and Deaths by Country, Territory, or Conveyance, updated daily at midnight GMT+0
- Coronavirus Switzerland updates and news Архивная копия от 8 апреля 2020 на Wayback Machine. Switzerland in Coronavirus Global international portal. Available in English, French, German and more.